# Бабицкий, Яков Евсеевич
Яков Евсеевич Бабицкий (26 января 1910, Минск — 1971, Омск) — советский военный деятель, полковник (1943).

## Начальная биография
Родился 26 января 1910 года в Минске (ныне Республика Беларусь).

## Военная служба

### Довоенное время
В сентябре 1928 года был призван в ряды РККА, после чего был направлен на учёбу в Московскую артиллерийскую школу имени Л. Б. Красина, после окончания которой в мае 1931 года был назначен на должность командира взвода артиллерийского дивизиона 144-го стрелкового полка (48-я стрелковая дивизия, Московский военный округ), в ноябре того же года — на должность командира учебного взвода 49-го артиллерийского полка (49-я стрелковая дивизия).
С мая по октябрь 1932 и с января по август 1933 года Бабицкий находился на учёбе на Стрелково-тактических курсах «Выстрел».
В августе 1933 года был назначен на должность командира батареи механизированной бригады имени К. Б. Калиновского, с мая 1934 года исполнял должность помощника начальника штаба танкового батальона 14-й механизированной бригады. В мае 1935 года был переведён в 1-ю механизированную бригаду (Белорусский военный округ), где исполнял должность помощника начальника штаба танкового батальона, затем последовательно назначался на должности начальника 4-й и начальника 1-й части штаба бригады.
В январе 1937 года был направлен на разведывательные курсы при Разведывательном управлении РККА, по окончании которых в августе был направлен в 6-ю танковую бригаду, где служил на должностях начальника 2-го и 1-го отделений штаба бригады.
В сентябре 1940 года был назначен на должность начальника мобилизационно-планового отдела автобронетанкового управления Западного военного округа, в декабре — на должность начальника 1-го отделения штаба 4-й танковой дивизии, а в апреле 1941 года — на должность начальника 1-го отделения штаба 17-го механизированного корпуса.

### Великая Отечественная война
С началом войны Бабицкий находился на той же должности и принимал в приграничном сражении в Белоруссии и в Смоленском сражении.
В сентябре 1941 года был назначен на должность заместителя начальника штаба, а затем — на должность начальника штаба 15-й танковой бригады, принимавшей участие в ходе Донбасской оборонительной и Барвенково-Лозовской наступательной операций.
В апреле 1942 года был назначен на должность начальника оперативного отдела штаба 3-го танкового корпуса, который вёл оборонительные боевые действия, а затем принимал участие в ходе Ржевско-Сычевской наступательной операции.
В январе 1943 года был назначен на должность начальника штаба, а в октябре — на должность командира 5-го танкового корпуса, который принимал участие в ходе Ржевско-Вяземской и Орловской наступательных операций, в ноябре 1943 года — в наступательных и оборонительных в районе Витебска, в июле 1944 года — в Режицко-Двинской и Белорусской наступательных операциях и при освобождении города Крустпилс, а осенью 1944 года — в Рижской наступательной операции. С января 1945 года Яков Евсеевич Бабицкий исполнял должность начальника штаба этого же корпуса.

### Послевоенная карьера
После окончания войны Бабицкий находился на прежней должности в 5-м танковом корпусе Северной группы войск.
С декабря 1946 года исполнял должность командира 32-й гвардейской механизированной дивизии. В июле 1947 года был назначен на должность заместителя начальника штаба 8-й механизированной армии (Прикарпатский военный округ), в июне 1952 года — на должность заместителя командира по бронетанковым и механизированным войскам 6-го стрелкового корпуса (Донской военный округ), а в апреле 1954 года — на должность помощника командира 18-го гвардейского стрелкового корпуса.
Полковник Яков Евсеевич Бабицкий в декабре 1955 года вышел в запас.
Умер в 1971 году в Омске. Похоронен на Старо-Северном кладбище.

## Награды
- Орден Ленина;
- Три ордена Красного Знамени;
- Орден Кутузова 2 степени;
- Орден Отечественной войны 1 степени;
- Два ордена Красной Звезды;
- Медали.